# Phúc Âm Máccô
 Phúc âm Máccô là một trong bốn sách Phúc âm trong Tân Ước viết về cuộc đời, sự chết và sự Phục sinh của Chúa Giê-xu. Ba Phúc âm còn lại là Phúc âm Matthew (Phúc âm Mát-thêu hay Phúc âm Ma-thi-ơ), Phúc âm Luke (Phúc âm Lu-ca) và Phúc âm John (Phúc âm Gio-an hay Phúc âm Giăng). Trong tiếng Việt sách này được gọi là Tin lành theo Thánh Mác (Tin lành) hoặc Tin mừng theo Thánh Mác-cô (Công giáo).
Phúc âm Máccô tường thuật cuộc đời của Chúa Giê-xu từ lúc Giăng Báp-tít thi hành chức vụ cho đến lúc thăng thiên. Phúc âm Máccô trình bày Chúa Giê-xu là người đuổi quỷ, Đấng chữa bệnh, người làm phép lạ, Đấng Cứu Thế, Con người và đôi khi Con Đức Chúa Trời.
Hai chủ đề chính của Phúc âm Máccô là Đấng Cứu Thế ẩn mình và sự thiếu hiểu biết của các môn đệ. Trong Phúc âm Máccô, ngoại trừ ma quỷ, không mấy ai nhận biết Chúa Giê-xu chính là Con Đức Chúa Trời, nhưng Chúa ra lệnh cho chúng không được tiết lộ. Chúa Giê-xu cũng dạy nhiều ẩn dụ về những bài học tâm linh để người nghe có thể liên hệ với chính mình. Tuy nhiên vào lúc đó, các môn đệ không hiểu được những ẩn dụ này; Chúa Giê-xu phải giải thích riêng cho họ. Các môn đệ cũng không nhận biết ý nghĩa của những phép lạ mà Chúa Giê-xu đã làm trước mặt họ.
Phúc âm Máccô thường được xuất hiện là sách thứ hai trong Tân Ước sau Phúc âm Mátthêu. Quan điểm truyền thống cho rằng Phúc âm Mátthêu là Phúc âm đầu tiên, và Phúc âm Máccô là sách thứ hai. Tuy nhiên, phần lớn các học giả hiện đại liệt kê niên đại của Phúc âm Máccô vào cuối thập niên 60 hoặc đầu thập niên 70. Do đó, trái với quan niệm truyền thống, Phúc âm Máccô phải là Phúc âm sớm nhất và là nguồn tài liệu cho Phúc âm Mátthêu và Phúc âm Luca.

## Nội dung
Nội dung của Phúc âm Máccô như sau:
|  | - Giăng Báp-tít (1:1–8,6:14–29) - Chúa chịu báp-têm (1:9–11) - Chúa chịu cám dỗ (1:12–13) - Tin Mừng (1:14–15) - Chúa gọi Simon, Andrew, James, John (1:16–20) - Ca-bê-na-um (1:21–34) - Hành trình truyền giáo tại Galilee (1:35–39) - Chúa chũa người cùi và bại liệt (1:40–2:12) - Chúa gọi Matthew (2:13–17) - Vấn đề kiêng ăn (2:18–22) - Giữ ngày Sa-bát (2:23–3:6) - Chữa bệnh cho đoàn dân tại biển Galilee (3:7–12) - Mười hai Sứ-đồ (3:13–19,6:7-13) - Chúa và ma quỷ (3:20–35) - Tội đời đời (3:28-29) - Ẩn dụ về người gieo giống (4:1–9,13-20) - Mục đích của những ẩn dụ (4:10-12,33-34) - Muối và ánh sáng (4:21–23,9:50) - Đừng đoán xét (4:24-25) - Ẩn dụ về người gieo giống (4:26–29) - Ẩn dụ về hạt cải (4:30–32) - Chúa quở sóng gió (4:35–41) - Đuổi bầy quỷ ám (5:1–20) - Chữa lành con gái người cai nhà hội (5:21–43) - Chúa bị quê hương chối từ (6:1–6) - Hóa bánh cho hơn 5000 người (6:30–44) - Đi trên mặt nước (6:45–52) - Chữa bệnh tại Gê-nê-sa-rết (6:53–56) - Vấn đề ô uế và tinh sạch (7:1–23) - Đối thoại với phụ nữ Syrophoenician (7:24–30) - Chữa lành người điếc (7:31–37) - Hóa bánh cho hơn 4000 người (8:1–9) - Chúa không ban dấu hiệu (8:10–12) - Hãy đề phòng men (8:13-21) - Chữa lành người mù tại Bethsaida (8:22-26) - Peter xưng nhận Chúa (8:27–30) - Con người (8:31-33, 9:30-32, 10:33-34) - Theo Chúa với thập tự (8:34-37) | - Sự tái lâm (8:38-9:1) - Chúa hóa hình (9:2–13) - Chúa đuổi quỷ (9:14-29) - Đầu trở nên cuối (9:33-37) - Thái độ với Chúa (9:38–42) - Chúa xử phụ nữ ngoại tình (9:43-49) - Chúa về Giu-đê (10:1) - Vấn đề ly dị (10:2–12) - Chúa ban phước cho trẻ em (10:13-16) - Người giàu và sự cứu rỗi (10:17–31) - Hành trình về Jerusalem (10:32) - Yêu cầu của James và John (10:35–45) - Chúa chữa người mù tên Bartimaeus (10:46–52) - Vào Jerusalem (11:1–11) - Cây vả (11:12–14,20-24) - Chúa và những người đổi tiền trong đền thờ (11:15–19,27-33) - Cầu nguyện tha thứ (11:25-26) - Vườn nho (12:1–12) - Hãy trả cho Sê-sa những gì của Sê-sa (12:13–17) - Sự sống lại (12:18-27) - Đại Mạng Lệnh (12:28–34) - Đấng Cứu Thế và vua Đa-vít (12:35-37) - Quở trách những thầy dạy luật (12:38-40) - Bài học về sự dâng hiến của một góa phụ nghèo (12:41-44) - Ngày tận thế (13) - Âm mưu giết Chúa (14:1-2,10-11) - Chúa được xức dầu (14:3–9) - Tiệc Thánh (14:12–26) - Peter chối Chúa (14:27-31,66-72) - Chúa bị bắt (14:32–52) - Chúa bị người Do Thái xử tại dinh Thượng Tế (14:53–65) - Chúa bị Phi-lát xét xử (15:1–15) - Sự chết và sự sống lại của Chúa (15:16–41) - Giô-sép, người A-ri-ma-thê (15:42–47) - Một trống (16:1–8) - Kết cuộc dài lâu và Sự xuất hiện sau khi Chúa sống lại (16:9-20) - Đại Mạng Lệnh (16:14–18) - Sự thăng thiên (16:19) |

## Đặc điểm văn chương
Phúc Âm Máccô ngắn nhất (vỏn vẹn có 660 câu) trong bốn Phúc Âm của Tân Ước. Máccô được viết theo văn kể chuyện, để đọc lớn tiếng và đọc một mạch từ đầu đến cuối. Lời văn sống động và cụ thể, nhịp độ dồn dập: đưa diễn tiến câu chuyện về Chúa Giêsu di chuyển từ nơi nay sang nơi khác rất nhanh và lời thoại cũng rất vắn gọn, sắc bén.